# 羅克斯伯里 (康乃狄克州)
羅克斯伯里（英語：Roxbury）是一個位於美國康乃狄克州利奇菲爾德縣的城鎮。

## 地理
羅克斯伯里的座標為41°33′07″N 73°18′09″W / 41.55194°N 73.30250°W，而該地的平均海拔高度為165米（即541英尺）。

## 人口
根據2010年美國人口普查的數據，羅克斯伯里的面積為68.10平方千米，當中陸地面積為67.90平方千米，而水域面積為0.20平方千米。當地共有人口2,136人，而人口密度為每平方千米31人。